# 배포용 매체 형식
배포용 매체 형식(DMF, Distribution Media Format)은 마이크로소프트가 소프트웨어 배포를 위해 사용했던 플로피 디스크용 형식(포맷)이다. 이 형식을 사용하면 일반적인 3.5 인치 플로피 디스크에서 1.44 MB가 아닌 1.68 MB의 용량을 사용할 수 있다. 표준적인 형식이 아니므로 디스크를 읽고 쓰기 위해서는 유틸리티에서 이 형식을 특별히 지원해야 했고, 따라서 소프트웨어 불법 복제가 어려웠다.
DMF 형식(1.68 MB)과 표준 1.44 MB 형식의 3.5 인치 디스크 비교:
|                       | 1.44 MB    | DMF                   |
| --------------------- | ---------- | --------------------- |
| 트랙 수               | 80         | 80                    |
| 트랙 당 섹터 수       | 18         | 21                    |
| 클러스터 크기         | 512 바이트 | 1024 또는 2048 바이트 |
| 루트 디렉터리 항목 수 | 224        | 16                    |